# Мирзаханов, Илларион Аветович
Илларион Аветович Мирзаханов (3 октября 1887 год, г. Баку — 22 апреля 1960 год, г. Москва) — генерал-майор артиллерийской службы, военный инженер, Директор Завода № 8 с 1931 по 1938 год.

## Биография
- 1887 год — родился в Баку, рано потерял отца. С восьми лет работал посыльным на почте. Родственники помогли поступить в Реальное училище, где проявил большие способности к математике. С 13 лет стал давать уроки математики детям из обеспеченных семей. Юношей посещал нелегальные ученические марксистские кружки, принимал участие в революционных демонстрациях бакинских рабочих.
- 1905 год — Илларион Мирзаханов сдал на «отлично» вступительные экзамены в Санкт-Петербургский практический технологический институт. Проучился недолго — был выслан из столицы Российской Империи за участие в демонстрации и нелегальной сходке студентов. В 1912 году всё же заканчивает институт с отличием. Возвращается в Баку, вступает в партию большевиков, стал заниматься агитацией и пропагандой в бедных районах города Баку.
- 1915 год — призван в Армию. В звании прапорщик направлен на Австро-Венгерский фронт. Через год, после тяжёлых ранений был признан негодным к строевой службе, был комиссован и направлен в Тулу на Оружейный завод. Принимает активную деятельность в Тульской организации РСДРП(б), особенно заметен в Февральской Революции 1917 года.
- 1921 — 1924 год — Илларион Мирзаханов в Тресте Тульских государственных заводов занимает пост Председателя Правления. Выделяется своими организаторскими способностями, на него обращают внимание руководители Партии и государства.
- 1924 год — по распоряжению Г. К. Орджоникидзе Мирзаханова переводят в Москву на должность Директора-распорядителя Государственного акционерного общества «РудМеталлТорг». Затем работает в Коврове — на должности Заместитель Директора Оружейного завода ИНЗ № 2 (ныне — ЗиД — Завод имени В. А. Дегтярёва).

- 1931 год — апрель Илларион Мирзаханов назначается Директором Завода № 8 имени М. И. Калинина в посёлке Калининском (так с 1928 года до 1938 года стали называться Подлипки). Вместе с ним из Коврова приезжает группа специалистов, в том числе Б. И. Каневский. Уже осенью на заводе разворачивается крупное строительство. Возводятся два механосборочных корпуса, а также новые инструментальные и ремонтный цеха, которые сразу оснащаются импортными станками. Мирзаханов занимается благоустройством и самого посёлка Калининский — асфальтируются дороги, высаживаются деревья и декоративные кустарники, разбиваются газоны и цветники.
- 1937 год — Мирзаханов, сам талантливый управленец, сумел заметить и выдвинуть огромную плеяду талантливых руководителей различного уровня. Так, в 1937 году на должность главного конструктора он выдвинул талантливого молодого специалиста — Михаила Николаевича Логинова, с появлением которого на руководящей должности — конструкторское бюро завода стало одним из самых сильных в отрасли. Техническим директором Мирзаханов поставил опытного Б. И. Каневского, невзирая на то, что ранее Каневский обвинялся во вредительстве (это обвинение не имело под собой оснований и почти сразу же было снято). Продуманная кадровая политика, проводимая Мирзахановым явилась одним из ключевых факторов расцвета завода в 1930 годы. В то время, когда Илларион Мирзаханов был назначен директором Завода № 8, перед предприятием была поставлена задача создать в кратчайшие сроки орудия с повышенными боевыми эксплуатационными и производственными качествами и вместе с тем — с минимальными затратами сил и материальных средств. Единственным способом была модернизация уже существующих образцов вооружения.
- 1932 год — под руководством инженера В. М. Беринга, была создана 45-мм противотанковая пушка с заводским индексом 19-К. Она была получена таким образом: на лафет противотанковой 37-мм пушки 1-К, который имел достаточные резервы прочности, наложили новый 45-мм ствол, что существенно повысило мощность орудия. При Мирзаханове, на основе противотанковой 45-мм пушки образца 1932 года разрабатывается 45-мм танковая пушка 20-К. С 1933 года она запускается в массовое производство в количествах, значительно превышающих задания по всем другим пушкам.
- 1934 год — к середине 1930-х годов наряду с танковыми, противотанковыми и наземными зенитными системами, завод перешёл к изготовлению зениток для Военно-Морского Флота — 45-мм тумбовым орудиям 21-К. Их выпуск освоили в 1934 году, и в последующие годы по артсистемам была развёрнута большая работа.
- 1936 год — 1937 год — Завод № 8 имени М. И. Калинина уже считался одним из крупнейших артиллерийских предприятий страны. Коллектив, в котором раньше почти не было специалистов с высшим образованием, под руководством Мирзаханова пополнился молодыми кадрами — первыми выпускниками советских ВУЗов. При этом директор завода последовательно приводил в действие свой принцип: в цехах и отделах вместе работали опытные практики и молодые специалисты, пришедшие на завод. Введённая Мирзахановым более совершенная система оплаты труда привела к тому, что в период с 1933 года по 1938 год в два раза выросла производительность труда, и в 7 раз был увеличен выпуск орудий. В 1935 год — 1937 году директор перевёл предприятие на хозрасчёт. Таким образом, заработная плата работников стала напрямую зависеть от доходов всего завода в целом. В соответствием с хозрасчётом Мирзаханов широко применял прогрессивно-премиальную систему, которая усиливала мотивацию рабочих на труд. Заслугой Иллариона Мирзаханова является также введение новаторских подходов к организации работы завода в целом. Он добился того, что ряд крупных механосборочных цехов стал представлять собой как бы самостоятельные производства. К примеру, в цехе, где производились 45-мм пушки, были созданы механическое и сборочное отделения и свой испытательный полигон, что в то время новым в практике производства орудий. Мирзаханов рассчитывал в 1936 году организовать на Заводе № 8 и собственное литейное производство, чтобы не зависеть от предприятий-поставщиков, но эту идею претворить в жизнь не успел. Литейное производство было открыто уже без него и намного позднее.
- 1937 году — на заводе в течение двух недель длилось собрание с повесткой дня «О бдительности», на котором Мирзаханова обвинили в приписке партийного стажа, а также в том, что он был женат на бывшей княжне из Нагорного Карабаха. Выступавшие требовали его исключения из партии. Нашлись, впрочем, и те, кто защищал Мирзаханова (в частности начальник цеха П. Н. Горемыкин). Г. К. Орджоникидзе, пытаясь вывести Мирзаханова из-под удара, командировал его в Нижний Новгород (тогда город Горький) на Завод № 92. Часть руководителей, технологов и рабочих выехала туда вместе со своим директором, общей целью была помощь в налаживании производства 76-мм пушек конструкции КБ Завода № 92, которое возглавлял Василий Гаврилович Грабин. Цель была достигнута — командированные специалисты вернулись в посёлок Калининский, а самого Иллариона Мирзаханова перевели на должность директора Приволжского Завода № 92.
- 1939 год — в начале года Мирзаханов был утверждён начальником главного управления только что созданного Наркомата вооружения.
- 1940 год — 1953 год — являлся заместителем Наркома, а позднее — Замминистра вооружения СССР.
- 1941 год — октябрь, Мирзаханов лично (вместе с Начальником Артиллерийского Управления Наркомата Наумом Эммануиловичем Носовским) организовал эвакуацию Завода № 8 на восток страны.

## Репрессии
- 1951 год — 31 декабря — Постановлением Совета Министров СССР «О недостатках 57-мм автоматических зенитных пушек С-60» Мирзаханов был снят с должности заместителя министра вооружения и отдан под суд. Причиной стала проверка, установившая, что С-60 в течение 1950—1951 годов изготавливались Министерством вооружения и принимались Военным Министерством СССР c рядом конструктивных и производственных недостатков, серьёзно влиявших на «живучесть и боеспособность пушек». Освобождёны от занимаемых постов и были под следствием, кроме Мирзаханова, заместитель Министра обороны Н. Д. Яковлев и начальник ГАУ Военного министерства И. И. Волкотрубенко.

## Реабилитация
В 1953 году обвинения с них сняли. Но в отличие от Н. Д. Яковлева и И. И. Волкотрубенко, Мирзаханов к работе не вернулся, выйдя по состоянию здоровья на пенсию.

## Смерть
Умер в 1960 году, похоронен в Москве, на Новодевичьем кладбище. Памятник на его могиле изготовлен художником ОКБ-1 Д. В. Шириняном по личному поручению С. П. Королёва.

## Семья
Семья его при этом ещё долго продолжала жить в Калининском (с 1938 года — городе Калининграде Московской области), в так называемом «директорском доме» на улице Карла Либкнехта.

## Награды
- два ордена Ленина (в т.ч. 05.08.1944)
- Орден Кутузова I степени  (16.09.1945)
- Орден Кутузова II степени (18.11.1944)[3]
- Орден Трудового Красного Знамени
- Орден Красной Звезды